# Richard Hazard
Richard Hazard est un compositeur américain né le 2 mars 1921 à Trenton (New Jersey, États-Unis) et décédé le 20 décembre 2000 à Los Angeles (Californie).

## Filmographie

### Cinéma
- 1950 : Radar Secret Service
- 1951 : Disc Jockey
- 1952 : Le Gorille de Brooklyn (Bela Lugosi Meets a Brooklyn Gorilla)
- 1957 : Calypso Joe
- 1973 : Sleeping Beauty (Some Call It Loving) de James B. Harris
- 1976 : Nickelodeon
- 1981 : La Vie en mauve (All Night Long) de Jean-Claude Tramont

### Télévision

#### Séries télévisées
- 1967-1974 : Mannix
- 1969-1972 : Mission impossible
- 1970-1971 : The Young Lawyers
- 1971-1972 : The Partners
- 1973 : Harry O
- 1974-1976 : Petrocelli
- 1975 : Matt Helm
- 1978 : Vegas
- 1979 : Time Express
- 1985 : Wildside

#### Téléfilms
- 1971 : Company of Killers
- 1974 : The Underground Man
- 1976 : Law and Order
- 1978 : With This Ring
- 1982 : Between Two Brothers